# 巴尔孔钱
巴尔孔钱，是西班牙阿拉贡自治区萨拉戈萨省的一个市镇。 总面积19平方公里，总人口28人（2001年），人口密度1人/平方公里。